# Andreas Otto (Boxer)
Andreas Otto (* 5. Oktober 1963 in Frankfurt an der Oder) ist ein ehemaliger deutscher Boxer.

## Werdegang
Der 1,76 m große gelernte Maschinenschlosser begann in der DDR mit dem Boxen und trainierte beim ASK Vorwärts Frankfurt. Bei DDR-Meisterschaften gewann er 1982 Silber im Leichtgewicht, 1985 Bronze im Leichtgewicht, 1986 Bronze im Halbweltergewicht und 1988 Silber im Halbweltergewicht. Für die DDR nahm er 1988 an den Olympischen Spielen in Seoul teil, wo er noch im ersten Kampf gegen den Kanadier Howard Grant unterlag und damit Platz 17 belegte. Bei den Europameisterschaften 1989 in Athen schied er erst im Halbfinale gegen den Russen Igor Ruschnikow aus und gewann damit eine Bronzemedaille im Halbweltergewicht. Zuvor hatte er den Norweger Lars Thomassen und den Westdeutschen Raschad Abdelghaffar besiegt. Bei den Weltmeisterschaften 1989 in Moskau, kämpfte er sich im Halbweltergewicht gegen Kim Ki-Taek aus Südkorea, Nam Kun-Ren aus Nordkorea, Nergüin Enchbat aus der Mongolei und Michael Carruth aus Irland ins Finale vor, wo er erneut gegen Igor Ruschnikow unterlag und damit Vizeweltmeister wurde.
Nach der Wiedervereinigung wurde er 1990 Deutscher Meister im Halbweltergewicht sowie von 1991 bis 1995 gleich fünfmal in Folge Deutscher Meister im Weltergewicht. Bei den Weltmeisterschaften 1991 in Sydney wurde er erneut Vizeweltmeister, diesmal im Weltergewicht. Nach Siegen gegen Greg Johnson aus Kanada, Roberto Welin aus Schweden und Francisc Vaștag aus Rumänien, verlor er diesmal im Finale gegen Juan Hernández aus Kuba. 1992 trat er wieder bei den Olympischen Spielen in Barcelona an, wo er in der dritten Turnierrunde gegen den Iren Michael Carruth auf dem 5. Platz ausschied.
Bei den Europameisterschaften 1993 in Bursa, gewann er im Weltergewicht gegen Hasan Al aus Dänemark und Gabriel Oaidă aus Rumänien, schied im Halbfinale gegen Vitalijus Karpačiauskas aus Litauen aus und gewann Bronze. Eine weitere Bronzemedaille im Weltergewicht, gewann er bei den Weltmeisterschaften 1993 in Tampere und den Weltmeisterschaften 1995 in Berlin. In beiden Wettkämpfen war er jeweils im Halbfinale gegen Juan Hernández ausgeschieden.